# Comuna Smulți, Galați
Smulți este o comună în județul Galați, Moldova, România, formată numai din satul de reședință cu același nume.
Conform recensământului din 2011, comuna Smulți are o populație de 1342 de locuitori.
Comuna Smulți se află în județul Galați, făcând parte dintre localitațile de mărime medie ale județului, având ca suprafață totală 5563 ha, 745 de gospodării și 1342 de persoane; are în componență un singur sat. Se află în bazinul hidrografic Siret, principalele ape fiind Suhurlui-Milești și Geru. Pe teritoirul comunei se află iazul omonim. Solurile  predominante sunt cernoziomurile cambice, precum și coluvisolurile. Satul Smulți este situat în regiunea geomorfologică numită Colinele Covurluiului, din partea de sud a podișului Moldovei, cele mai apropiate orașe fiind Tecuci și Bârlad. Satul s-a dezvoltat inițial într-o regiune de păduri întinse-codri Bârladului care, ulterior, prin defrișare a fost înlocuită de terenuri agricole. Satul se extinde pe dealurile Smulți (la est) și Seaca (la vest). În sud este confluența pârâului Suhurlui-Milești cu valea Seaca, aceasta din urmă traversând satul pe 0,7 km.

## Demografie
Componența etnică a comunei Smulți
     Români (96,3%)
     Alte etnii (0%)
     Necunoscută (3,7%)
Componența confesională a comunei Smulți
     Ortodocși (96,14%)
     Alte religii (0,15%)
     Necunoscută (3,7%)
Conform recensământului efectuat în 2021, populația comunei Smulți se ridică la 1.296 de locuitori, în scădere față de recensământul anterior din 2011, când fuseseră înregistrați 1.342 de locuitori. Majoritatea locuitorilor sunt români (96,3%), iar pentru 3,7% nu se cunoaște apartenența etnică. Din punct de vedere confesional, majoritatea locuitorilor sunt ortodocși (96,14%), iar pentru 3,7% nu se cunoaște apartenența confesională.

## Politică și administrație
Comuna Smulți este administrată de un primar și un consiliu local compus din 9 consilieri. Primarul, Costică Gafton[*], de la Partidul Social Democrat, este în funcție din 2008. Începând cu alegerile locale din 2024, consiliul local are următoarea componență pe partide politice:
|  | Partid                    | Consilieri | Componența Consiliului | Componența Consiliului | Componența Consiliului | Componența Consiliului | Componența Consiliului |
|  | ------------------------- | ---------- | ---------------------- | ---------------------- | ---------------------- | ---------------------- | ---------------------- |
|  | Partidul Social Democrat  | 5          |                        |                        |                        |                        |                        |
|  | Partidul Național Liberal | 3          |                        |                        |                        |                        |                        |
|  | Partidul PRO România      | 1          |                        |                        |                        |                        |                        |